# Neil Turbin
Neil Turbin (24 de diciembre de 1963) es un vocalista estadounidense popular por haber pertenecido a la agrupación de thrash metal Anthrax, con la que grabó el álbum Fistful of Metal en 1984. En la actualidad lidera la agrupación DeathRiders.

## Influencias
Turbin ha citado como sus influencias a las bandas Judas Priest, Deep Purple, Black Sabbath, AC/DC, Motörhead, Accept, Riot y Saxon, además de bandas de punk como Generation X, Ramones, The Clash, Sex Pistols y MC5.

## Discografía

### DeathRiders
- The Metal Beast (2015)

### Neil Turbin
- Threatcon Delta (2003)

### Anthrax
- Fistful of Metal (1984)

### Otras apariciones
- Robby Lochner (1997) – "Still Burning" y "Inside Information"
- DC to Daylight (1997) – "Still Burning" y "Inside Information"
- A Tribute to Limp Bizkit (2002) – "Faith"
- Jack Frost – Out in the Cold (2005) – "Crucifixation"
- Race Track Rock (2007) – "Piece of Me"